# ناصرآباد سادات
ناصرآباد سادات، روستایی از توابع بخش اسفرورین شهرستان تاکستان در استان قزوین ایران است.

## جمعیت
این روستا در دهستان اک قرار دارد و براساس سرشماری مرکز آمار ایران در سال ۱۳۸۵، جمعیت آن ۷۹ نفر (۲۳خانوار) بوده‌است.